# Hans-Jürgen Günther

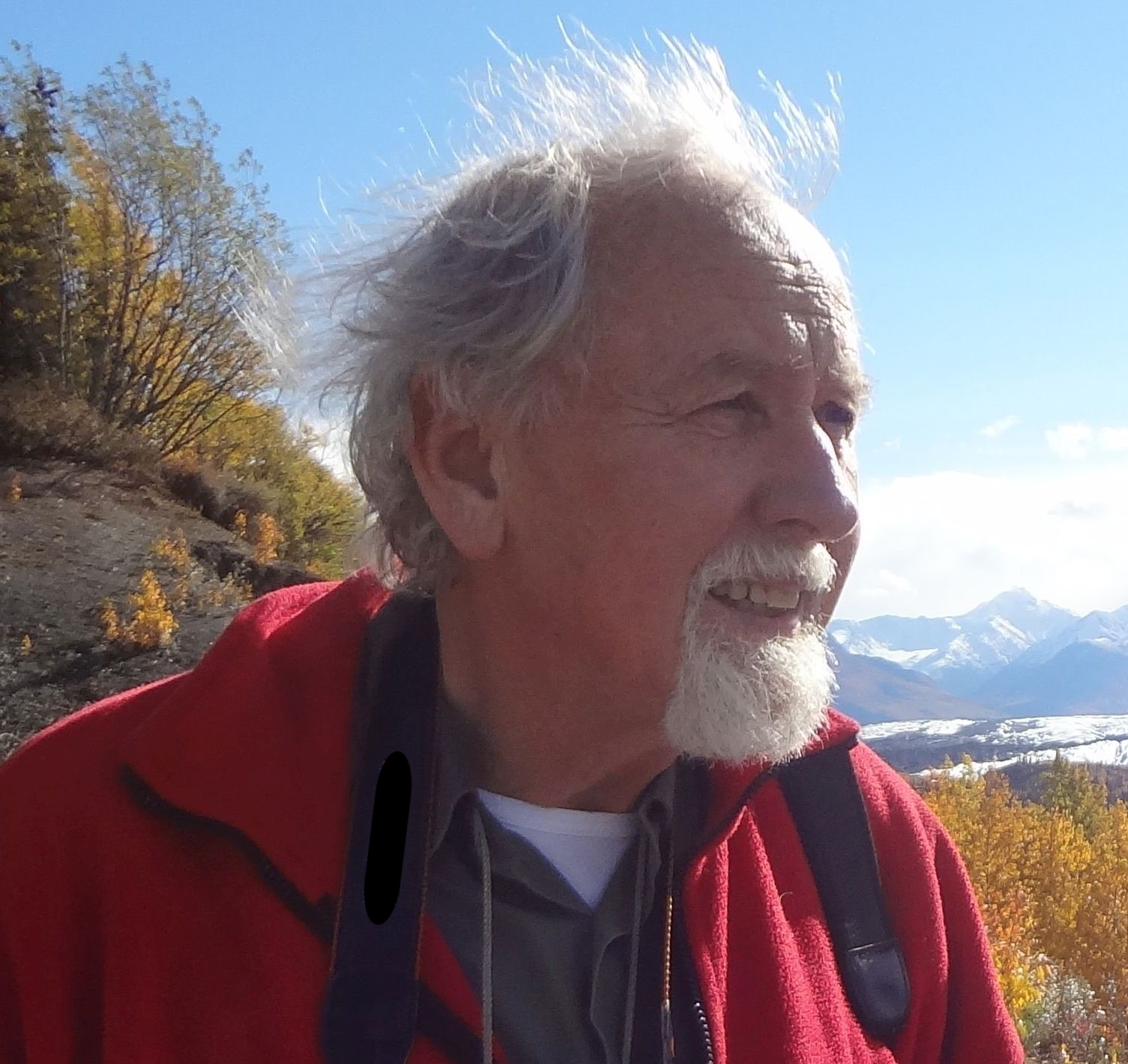
Hans-Jürgen Günther, 2015

Hans-Jürgen Günther (* 6. September 1941 in Larischhof, Landkreis Beuthen-Tarnowitz, Oberschlesien) ist ein deutscher Lehrer und Historiker.

## Leben und Beruf
Hans-Jürgen Günther wurde 1941 in Oberschlesien geboren. Nach der Vertreibung verbrachte er den Großteil seiner Kindheit und Jugend in Lingen (Ems) und Osnabrück. Das Abitur legte er 1961 am humanistischen Gymnasium Carolinum (Osnabrück) ab. Er studierte Latein, Sport und Theologie (darin Schwerpunkt: Kirchengeschichte) an der Albert-Ludwigs-Universität Freiburg und der Julius-Maximilians-Universität Würzburg. Danach wurde er in Baden heimisch und arbeitete den Großteil seines Berufslebens als Studiendirektor am Goethe-Gymnasium in Emmendingen.
Als ehemaliger Lateinlehrer betreibt er seit den 2000er Jahren eine deutschsprachige Latein-Website im Internet.
Günther ist Mitglied im Verband der wissenschaftlichen katholischen Studentenvereine Unitas und seit 1975 Vorsitzender des Freiburger Altherrenvereins Unitas-Eckhardia. 

## Geschichtsforschung
Bei seinen Forschungen zur Emmendinger Stadtgeschichte stellte sich heraus, dass man verschiedene lateinische Quellen aus dem 16. und 17. Jahrhundert nicht berücksichtigt hatte. So konnte der Nachweis erbracht werden, dass der Emmendinger Stadtbegründer Markgraf Jakob III. von Baden-Hachberg an einer Arsenikvergiftung starb.
Die Beschäftigung mit Ereignissen und Persönlichkeiten des Reformationsjahrhunderts bildete einen weiteren Schwerpunkt seiner historiografischen und kunstgeschichtlichen Arbeiten. Es entstanden die ersten umfangreichen Biographien über einen Reformator Nordhessens, Johannes Pistorius der Ältere (1504–1583), und dessen Sohn, den Arzt, Historiker, Theologen und späteren kaiserlichen Rat, Johannes Pistorius der Jüngere (1546–1608). Es folgten Editionen über den badischen Hofprediger und späteren Jesuiten Johannes Zehender und den Freiburger Renaissancemaler Hans Bär. Wissenschaftliche Artikel über Markgraf Jakob III. von Baden-Hachberg, dessen Ehefrau Elisabeth von Pallandt-Culemborg und den badischen Superintendenten und Theologieprofessor Johannes Fecht erschienen im Druck, 2022 die erste Biographie über den Reformator des Hachberger Landes, Johannes Nysaeus. Beiträge zur Stadtgeschichte von Nidda, Offenburg, Baden-Baden, Besigheim, Freiburg im Breisgau, Herbolzheim, Sulzburg oder Sandomierz wurden veröffentlicht. In Straßburg konnte er zwei verschollene Bibliotheken aus dem 16. Jahrhundert wieder auffinden.
Günther war Mitarbeiter an der Geschichte der Stadt Emmendingen (2006), Autor der ersten umfangreichen Pfarreigeschichte von St. Bonifatius in Emmendingen und Mitherausgeber und Autor eines Sammelbandes über das Kloster Tennenbach (2014).
Im Fokus seiner regionalgeschichtlichen Forschungen stand auch das Verhalten der großen christlichen Kirchen in der Zeit des Nationalsozialismus.

## Veröffentlichungen (Auswahl)
Günther veröffentlichte seit 1990 mehr als sechzig Beiträge in geschichtswissenschaftlichen Reihen, in Lexika und Chroniken, in Tageszeitungen oder als Monographien.
Monographien
- Joh. Pistorius, Hanns Bär und der Herbolzheimer Wappenbrief. Handels- und Gewerbegemeinschaft Herbolzheim, Herbolzheim 1991.
- Die Reformation und ihre Kinder. Vater und Sohn Johannes Pistorius Niddanus – eine Doppelbiographie (= Niddaer Geschichtsblätter. Heft 2). Heimatmuseum Nidda, Nidda 1994, ISBN 3-9803915-1-5. Mit einem Verzeichnis von Pistoriusschriften.
- Johannes Zehender – Decumanus (1564–1613) – ein vergessener Besigheimer? Erste Biographie über den früheren Emmendinger Hofprediger Jacobs III. und späteren Rektor des Jesuitenkollegs in Wien. Geschichtsverein, Besigheim 1995.
- Konfessionszugehörigkeit und Wahlverhalten – Eine Untersuchung der Wahlergebnisse zum Deutschen Reichstag vom 6. November 1932 unter besonderer Berücksichtigung konfessionell geprägter Regionen in Südbaden (Amtsbezirke, Städte und Dörfer). Emmendingen 1997.
- St. Bonifatius Emmendingen. Eine Pfarrei und ihre geschichtlichen Fundamente. Emmendingen 2014.

Mitherausgaben
- Werner Rösener, Heinz Krieg, Hans-Jürgen Günther (Hrsg.): 850 Jahre Zisterzienserkloster Tennenbach: Aspekte seiner Geschichte von der Gründung (1161) bis zur Säkularisation (1806) (= Forschungen zur oberrheinischen Landesgeschichte. Band 59). Karl Alber Verlag, Freiburg/München 2014, ISBN 978-3-495-49959-7.

Lexikonartikel
- Johannes Zehender. In: Biographisch-Bibliographisches Kirchenlexikon (BBKL). Band 21, Bautz, Nordhausen 2003, ISBN 3-88309-110-3, Sp. 1574–1582 (Artikel/Artikelanfang im Internet-Archive).

Beiträge in Sammelbänden oder Zeitschriften (Auswahl)
- Die Sektion des badischen Markgrafen Jacob III. – Der früheste rechtsmedizinische Fall der Universität Freiburg aus dem Jahr 1590. In: Beiträge zur gerichtlichen Medizin. Band 2, 1991, S. 297–305.
- Die Pfarrherren Rapp aus der Reichstadt Offenburg und ihre Humanisten-Bibliothek. In: Die Ortenau. Offenburg 1994, ISSN 0342-1503, S. 303–338.
- J. Pistorius Niddanus, Vater und Sohn. Zwei Niddaer Persönlichkeiten im Jahrhundert von Reformation und katholischer Reform. In: Ottfried Dascher, Reinhard Pfnorr (Hrsg.): Nidda. Die Geschichte einer Stadt und ihres Umlandes. Niddaer Heimatmuseum, Nidda 2003, ISBN  3-9803915-8-2, S. 123–134.
- Markgraf Jacob III. von Baden (1562–1590) – Ein konfessioneller Konflikt und sein Opfer. In: Freiburger Diözesan-Archiv. Band 126, 2006, S. 201–269. PDF; 4,6MB
- Emmendingen im Reformationsjahrhundert. In: Hans-Jörg Jenne, Gerhard A. Auer (Hrsg.): Geschichte der Stadt Emmendingen. Band 1. Emmendingen 2006, ISBN 978-3-9811180-0-1, S. 131–278.
- Konfessionen und Konflikte. In: Badisches Landesmuseum (Hrsg.): Baden! 900 Jahre: Geschichten eines Landes. Info Verlag, Karlsruhe 2012, ISBN 978-3-88190-687-6, S. 79–81.
- Johannes Fecht. Das Emmendinger Religionsgespräch von 1590 und seine Folgen. In: Themenheft der Hachberg-Bibliothek e.V. Emmendingen, Ausgabe Nr. IV, Hachberg Bibliothek, Emmendingen 2017.
- Die badische Markgräfin Elisabeth, Gräfin von Pallandt, Culemburg und Manderscheid (1567–1620). In: Stadtarchiv Emmendingen (Hrsg.): Emmendinger Chronik. 26. Jahrgang. Emmendingen 2018, S. 46–50.
- Markgraf Jacob III. und das Emmendinger Stadtwappen. In: Stadtarchiv Emmendingen (Hrsg.): Emmendinger Chronik. 27. Jahrgang. Emmendingen 2019, S. 45–54.
- Jacob Varnbüler – Markgraf Jacob III., Täter? – Opfer. In: Emmendinger Chronik. 29. Jahrgang, Stadtarchiv, Emmendingen 2021.
- Reformator des Hachberger Landes – Johannes Nysaeus – In: Jahrbuch für badische Kirchen- und Religionsgeschichte. Herausgegeben im Auftrag des Vorstands des Vereins für Kirchengeschichte in der Evangelischen Landeskirche in Baden von Udo Wennemuth (JBKR), 16, 2022, ISBN 978-3-17-041313-9, S. 269–317.